# Припятская военная флотилия
Припятская военная флотилия — одно из формирований (флотилия) РККФ, развёрнутое в июле 1919 года для действий на реке Припять в целях поддержки войск 16-й армии Западного фронта в районе Турова.
Флотилия комплектовалось за счёт расформированной Чудской военной флотилии и местных плавсредств; основной eё базой был город Мозырь.
Изначально имела в своём составе управление, один паровой баркас, пять вооружённых пароходов, семь моторных катеров и две баржи. Численность личного состава доходила до 273 человек. В дальнейшем флотилия была пополнена двумя бронекатерами, а часть кораблей — вооружена малокалиберной артиллерией.
Припятская военная флотилия занималась охранением судоходства на реке Припять, выполняла оперативные перевозки. Оказывала огневое содействие сухопутным войскам в боевых действиях против польских войск и вела борьбу с бандитскими отрядами в тылах советских частей.
В начале сентября 1919 года была переведена в оперативное подчинение командованию 12-й армии, а 13 сентября 1919 года — расформирована приказом РВСР. Корабельный состав флотилии 26 сентября 1919 года был переведён в Гомель и введён в состав Днепровской военной флотилии.
Командовали флотилией Иокиш Н. А. (июль — август 1919) и Пашкин П. И. (август — сентябрь 1919).